# Govern Provisional de Letònia
El Govern Provisional de Letònia (en letó: Latvijas Pagaidu valdība) (1918 -1920) es va formar el 18 de novembre 1918 pel Consell Popular de Letònia. El govern provisional va ser dirigit per Kārlis Ulmanis, líder de la Unió d'Agricultors Letons, que va ser elegit per ser primer ministre. Al desembre, es van crear els ministeris.

## Història
De desembre de 1918 fins a maig de 1919 els territoris de Letònia -que no estaven sota l'ocupació alemanya- van tenir un Govern Soviètic Provisional dirigit per Pēteris Stučka. Durant aquests mesos, el govern d'Ulmanis havia fugit a Curlàndia, on era sota la protecció alemanya. Les operacions militars conjuntes del govern Ulmanis amb els alemanys durant el final de la primavera de 1919 van aconseguir empènyer els exèrcits soviètics a Letgàlia.
El govern d'Ulmanis va signar un armistici amb la Rússia Soviètica el 21 de febrer de 1920, i un tractat de pau l'11 d'agost de 1920. Les eleccions per a l'Assemblea Constituent es van celebrar a Letònia entre el 14 i 16 d'abril 1920.